# 荷蓮·羅丹
荷蓮·瑪莉·羅丹（英語：Holland Marie Roden，1986年10月7日—）是一名美國女演員和製片人。她以在MTV青少年電視劇《少狼》（2011年至2017年）中飾演莉迪亞·馬丁及Syfy恐怖選集劇《零異頻道》（2018年）中柔伊·伍德（Zoe Woods）一角的而聞名。

## 早期生活
荷蓮·羅丹出生於德克萨斯州達拉斯，在那她就讀於私立女校霍克黛学校。她出生在一個醫學世家，且在加利福尼亚大学洛杉矶分校時主修分子生物学和婦女研究；在決定從事演員前，羅丹花了三年半的時間學習医学。

## 職業生涯
羅丹於2008年客串演出了HBO電視劇《12 Miles of Bad Road》，但該劇在正式播出前就被取消。同年，她也參演了電影《魅力四射5》和ABC電視劇《LOST檔案》，其中她在後者飾演了年輕的艾蜜莉·洛克（Emily Locke）一角。在2008年至2010年間，她相繼客串出演了多部電視劇，如《CSI犯罪現場》、《铁证悬案》、《单身毒妈》、《废柴联盟》及《犯罪心理》。
從2011年起，羅丹在MTV青少年電視劇《少狼》中飾演主要角色莉迪亞·馬丁。2016年，該劇在聖地牙哥國際漫畫展上宣布將在第六季（2017年）完結。
2017年5月25日，據報導，羅丹將在Syfy恐怖選集劇《零異頻道》的第三季《屠殺區》（Butcher’s Block）中擔任主演，其劇情改編自一篇Creepypasta故事；她飾演柔伊·伍德（Zoe Woods）一角，是一名長期與精神疾病抗爭的的女性。該劇於2018年2月7日在該頻道首播。2017年5月31日，她被選來在亞馬遜影片恐怖選集劇《駭人傳說》中主演布莉姬·克利里；《駭人傳說》於2017年10月13日在該頻道首播。
2018年9月12日，羅丹將出演定於2019年上映的恐怖電影《Follow Me》。2019年3月，她加入了電視劇《Jane the Novela》的演出，該劇為The CW電視劇《處女情緣》的衍生作品。

## 個人生活
2019年5月17日，羅丹被巴西官員拘留在巴西聖保羅的孔戈尼亚斯/圣保罗机场。移民官員以她無效的巴西簽證為由拒絕她進入該國。羅丹則聲稱自己遭到了罪犯般的對待，雖然已出示了有效的護照和簽證，但對方仍拒絕向她提供食物和水。在被拘留約二十四小時後，她獲允許進入該國。羅丹批評了自己遭受的嚴厲對待：「兩年間帶著這本護照前往巴西且簽證毫無問題，與粉絲見面並結交朋友，我對今天面臨的巴西警方的指責和待遇感到吃驚。我感到震驚的是，這就是我所熟悉和熱愛的巴西。」

## 作品列表

### 電影
| 年份 | 標題                                   | 角色                              | 附註     |
| ---- | -------------------------------------- | --------------------------------- | -------- |
| 2004 | 《Consideration》                      | 安吉拉（Angela）                  | 短片     |
| 2004 | 《Back at the Ranch》                  | 黛溫·皮爾伍德（Dawn Leatherwood） | 短片     |
| 2009 | 《魅力四射5》                          | 史蓋（Sky）                       | DVD首映  |
| 2011 | 《Charlie Brown: Blockhead's Revenge》 | 派伯敏特·佩蒂                     | 短片     |
| 2011 | 《Morning Love》                       | 女孩                              | 短片     |
| 2012 | 《Just Yell Fire: Campus Life》        | 她自己                            | 紀錄短片 |
| 2013 | 《陰塵不散》                           | 蓋比（Gabby）                     |          |
| 2015 | 《Cry of Fear》                        | 莉迪亞（Lydia）                   |          |
| 2016 | 《Fluffy》                             | 莉亞·費尼（Leah Feeney）          | 短片     |
| 2019 | 《The Haunting Of Redding Hospital》   | 蓋比（Gabby）                     |          |
| 2020 | 《極限網紅》                           | 艾琳·艾薩克斯（Erin Isaacs）      |          |
| 2020 | 《密弒遊戲2：勝者危亡》                |                                   |          |

### 電視
| 年份      | 標題                     | 角色                                   | 附註                                     |
| --------- | ------------------------ | -------------------------------------- | ---------------------------------------- |
| 2007      | 《CSI犯罪現場》          | 姬拉·戴林格（Kira Dellinger）          | 單集："Goodbye and Good Luck"            |
| 2008      | 《12 Miles of Bad Road》 | 布朗溫（Bronwyn）                      | 客串演員；3集                            |
| 2008      | 《LOST檔案》             | 年輕的艾蜜莉·洛克（Young Emily Locke） | 單集："Cabin Fever"                      |
| 2008      | 《铁证悬案》             | 蓋拉文女士（Missy Gallavan）           | 單集："Roller Girl"                      |
| 2009      | 《Pushed》               | 薩莎（Sascha）                         |                                          |
| 2009      | 《单身毒妈》             | 優格小販                               | 未掛名；單集："Wonderful Wonderful"      |
| 2009      | 《废柴联盟》             | 女孩                                   | 單集："Environmental Science"            |
| 2010      | 《犯罪心理》             | 蕾貝卡·丹尼爾（Rebecca Daniels）       | 單集："...A Thousand Words"              |
| 2010      | 《驚世》                 | 年輕的薇爾莉特（Young Violet）         | 單集："Loyalty"                          |
| 2011      | 《心跳孟菲斯》           | 吉兒·西蒙（Jill Simon）                | 單集："Lost"                             |
| 2011–2017 | 《少狼》                 | 莉迪亞·馬丁                            | 主演；100集                              |
| 2012      | 《實習醫生》             | 葛蕾琴·蕭（Gretchen Shaw）             | 單集："This Magic Moment"                |
| 2014      | 《時尚追緝令》           | 她自己                                 | 第九季第三集                             |
| 2015      | 《Eat Me》               | 她自己（主持人）                       | 兼執行製片人                             |
| 2017      | 《駭人傳說》             | 布莉姬·克利里                          | 單集："Black Stockings"                  |
| 2018      | 《零異頻道：屠殺區》     | 柔伊·伍德（Zoe Woods）                 | 主演；6集                                |
| 2018      | 《馬蓋先》               | 艾琳·布倫南（Eileen Brennan）          | 單集："Revenge + Catacombs + Le Fantome" |
| 2019      | 《Jane the Novela》      | 席安娜（Sienna）                       | 電視電影                                 |

### MV
| 年份 | 標題                     | 角色         | 創作者       |
| ---- | ------------------------ | ------------ | ------------ |
| 2009 | 〈Burn〉                 | 女孩         | Animals      |
| 2010 | 〈Light, Lost〉          | 被綁架的女孩 | Seasons      |
| 2015 | 〈Paper Moon〉           | 女友         | 荷蘭派對     |
| 2015 | 〈I Want To Feel Alive〉 | 年輕女子     | 燈塔和捕鯨船 |

## 獎項
| 年份 | 頒獎         | 分類                                                                       | 作品     | 結果 | 參考   |
| ---- | ------------ | -------------------------------------------------------------------------- | -------- | ---- | ------ |
| 2013 | 好萊塢青年獎 | 最佳整體演出（與泰勒·波西、克莉絲朵·里德、狄倫·歐布萊恩和泰勒·霍奇林共享） | 《少狼》 | 獲獎 | [ 18 ] |
| 2017 | 青少年票選獎 | 最佳組合（與狄倫·歐布萊恩共享）                                            | 《少狼》 | 提名 | [ 19 ] |
| 2017 | 青少年票選獎 | 夏季票選獎電視女演員                                                       | 《少狼》 | 獲獎 | [ 20 ] |

## 外部連結
- 荷蓮·羅丹在互联网电影资料库（IMDb）上的資料（英文）
- 荷蓮·羅丹的X（前Twitter）